# Момчило Новковић
Момчило Новковић (Павловац Вребачки, код Госпића, 7. септембар 1916 — Сплит, 13. август 1988) био је учесник Народноослободилачке борбе, вицеадмирал ЈНА и народни херој Југославије.

## Биографија
Рођен је 7. септембра 1916. године у Павловцу Вребачком, код Госпића, у земљорадничкој породици. После основне школе, завршио је Стручну подофицирску школу ратне морнарице Краљевине Југославије. 
Априлски рат 1941. затекао га је у чину наредника. После Априлског рата, вратио се у родно село, и на позив КП Југославије укључио се у рад на припремама за устанак. Почетком августа 1941, у групи устаника која је напала усташе у селу Медак, налазио се и Момчило. Истог месеца ступио је у герилски батаљон „Велебит“, који је касније прерастао у Први лички партизански одред „Велебит“. Као делегат госпићког котара, учествовао је у раду конференције војних делегата партизанских одреда Лике, одржаној 21. септембра 1941. године на Каменском, на планини Пљешевици, где су разматрана питања од великог значаја за развој устанка у Лици.
Одлуком Окружног комитета КПХ за Лику, Момчило је крајем октобра 1941. био постављен за командира чете у селу Смиљану, а кад је она убрзо расформирана, био је заменик командира, а затим и командир Јуришне чете Првог личког НОП одреда „Велебит“. Новембра 1941, био је примљен за члана КПЈ.
Истакао се 12. априла 1942. године, када је са Јуришном четом и другим деловима Првог батаљона Првог личког НОП одреда одбио напад јаких италијанских снага на Могорић, и нанео им велике губитке. Средином априла 1942, био је постављен за команданта батаљона „Пекиша Вуксан“, који је тада формиран. Командовао је батаљоном у биткама и окршајима око Госпића, Удбине, Плитвичких језера, на Кордуну, око Бриња и Перушића до септембра те године, када је био постављен за заменика команданта новоформиране Девете партизанске бригаде Хрватске (касније Трећа личка бригада). У току Четврте непријатељске офанзиве, убацио се са два батаљона у позадину и код Ловинца сачекао два усташка батаљона, те им нанео велике губитке.
Од марта 1943. године био је командант Треће личке бригаде. Највећи успех с њом постигао је у априлу, у борбама у Гацкој долини, када је бригада заробила велики број непријатељских војника и запленила велику количину оружја, због чега је била похваљена.
Јануара 1944. године био је постављен на дужност оперативног официра у Оперативном штабу за Лику, а затим је био командант Прве бригаде 35. личке дивизије НОВЈ, након чега је, у јуну те године, постао начелник штаба 35. дивизије. У фебруару 1945. био је премештен на дужност заменика коман¬данта Дивизије народне одбране Хрватске, и на тој је дужности, непосредно после рата, наставио борбу с остацима разбијених усташких и четничких јединица.
После рата, био је командант дивизије, војно-поморског подручја и ескадре Југословенске ратне морнарице, затим начелник војно-поморске академије и Школског центра ЈРМ.
Завршио је Вишу војно-поморску академију ЈНА. Пензионисан је у чину вицеадмирала 1974. године.
Умро је 13. августа 1988. у Сплиту, где је и сахрањен на гробљу Ловринац.
Носилац је Партизанске споменице 1941. и више југословенских одликовања. Орденом народног хероја одликован је 27. новембра 1953. године.